# Symphoniae sacrae

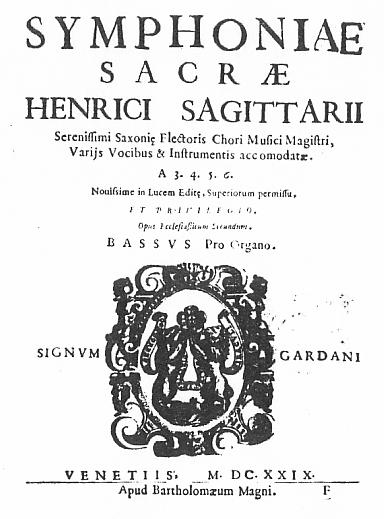
Symphonae Sacrae

Las Sinfonías Sacras (Symphoniae sacrae) son un conjunto de diversos tomos de obras musicales de carácter religioso que realizó el compositor alemán del barroco temprano Heinrich Schütz (1585-1672) a principios del siglo XVII en tres tomos diferentes, siendo publicado cada uno de ellos en una fecha diferente (1629 en Venecia, y 1647 y 1650 en Dresde).
Para la composición de todas estas obras, Schütz se inspiró en los conciertos sacros que tuvo la oportunidad de escuchar durante una de sus estancias en Venecia, cuando el elector de Sajonia se vio forzado a disolver su capilla musical debido a los problemas económicos ocasionados por su implicación en la Guerra de los Treinta Años.

## Obra
Del primer tomo destaca la obra O quam pulchra tu es, con texto en latín y con una influencia clara de la música italiana que el propio autor ya conocía debido a sus viajes de Venecia. Del segundo libro de esta colección destaca la obra Was hast du verwirket. 
Ya cuando la situación económica en su corte de origen mejoró tras la finalización de Guerra de los Treinta Años, Schütz volvió a reanudar su labor de publicar todas sus obras, publicando entonces la tercera parte de esta colección en 1650. De esta tercera parte de sus obras cabe mencionar la obra Saúl, Saúl; la cual narra los hechos que aparecen reflejados en la Biblia a cerca de Saúl, el primer monarca del Reino de Israel, aparte de ser un ejemplo magnífico sobre la policoralidad de la época.
Todas las obras antes mencionadas tienen en un común un magistral uso de la retórica a la hora de narrar la historia que contienen sus textos al combinar los momentos álgidos de los textos con la música.  
Por otro lado no podemos obviar la tremenda influencia de que refleja Schütz de la música italiana, especialmente de la música instrumental, y también la importancia que concedió a la música religiosa, la cual fue sin duda la que más cultivó debido a su cargo como jefe de capilla en Dresde y, por otro lado, la influencia tanto de la Biblia vulgata como de la Biblia traducida al alemán por Martín Lutero.
Desde el punto de vista musical, estas piezas se caracterizan por el uso del bajo continuo y la combinación de voces e instrumentos. Aparte, el propio lugar donde Schütz publicó cada uno de estos libro nos deja claro las diferencias dentro de la liturgia de ambas ramas del cristianismo que en el siglo XVII había en Europa, al ser la primera en la latín y las dos últimas en lengua alemana.

## Contenido

### Primer libro
1. Paratum cor meum, Deus, SWV 257
2. Exultavit cor meum in Domino, SWV 258
3. In te, Domine, speravi, SWV 259
4. Cantabo domino in vita mea, SWV 260
5. Venite ad me omnes qui laboratis, SWV 261
6. Jubilate Deo omnis terra, SWV 262
7. Anima mea liquefacta est, SWV 263
8. Adjuro vos, filiae Jerusalem, SWV 264
9. O quam tu pulchra es, amica mea, SWV 265
10. Veni de Libano, veni, amica mea, SWV 266
11. Benedicam Dominum in omni tempore, SWV 267
12. Exquisivi Dominum et exaudivit me, SWV 268
13. Fili mi, Absalom, SWV 269
14. Attendite popule meus legem meam, SWV 270
15. Domine, labia mea aperies, SWV 271
16. In lectulo per noctes, SWV 272
17. Invenerunt me costudes civitatis, SWV 273
18. Veni, dilecte mi, in hortum meum, SWV 274
19. Buccinate in neomenia tuba, SWV 275
20. Jubilate Deo in chordis, SWV 276

### Segundo libro
1. Mein Herz ist bereit, Gott, mein Herz ist bereit, SWV 341
2. Singet dem Herren ein neues Lied, SWV 342
3. Herr, unser Herrscher, wie herrlich ist dein Nam, SWV 343
4. Meine Seele erhebt den Herren, SWV 344
5. Der Herr ist meine Stärke, SWV 345
6. Ich werde nicht sterben, SWV 346
7. Ich danke dir, Herr, von ganzem Herzen, SWV 347
8. Herzlich lieb hab ich dich, o Herr, SWV 348
9. Frohlocket mit Händen, SWV 349
10. Lobet den Herrn in seinem Heiligtum, SWV 350
11. Hütet euch, daß eure Herzen nicht beschweret werden, SWV 351
12. Herr, nun lässest du deinen Diener im Friede fahren, SWV 352
13. Was betrübst du dich, meine Seele, SWV 353
14. Verleih uns Frieden genädiglich, SWV 354
15. Gib unsern Fürsten und aller Obrigkeit, SWV 355
16. Es steh Gott auf, SWV 356
17. Wie ein Rubin in feinem Golde leuchtet, SWV 357
18. Iß dein Brot mit Freuden, SWV 358
19. Der Herr ist mein Licht und mein Heil, SWV 359
20. Zweierlei bitte ich, von dir, Herr, SWV 360
21. Herr, neige deine Himmel und fahr herab, SWV 361
22. Von Aufgang der Sonnen, SWV 362
23. Lobet den Herrn, alle Heiden, SWV 363
24. Die so ihr den Herren fürchtet, SWV 364
25. Drei schöne Dinge seind, SWV 365
26. Von Gott will ich nicht lassen, SWV 366
27. Freuet euch des Herren, ihr Gerechten, SWV 367

### Tercer libro
1. Ich hebe meine Augen auf, SWV 399
2. Wo der Herr nicht das Haus bauet, SWV 400
3. Mein Sohn, warum hast du uns das getan, SWV 401
4. O Herr hilf, SWV 402
5. Siehe, es erschien der Engel des Herren, SWV 403
6. Feget den alten Sauerteig aus, SWV 404
7. O süsser Jesu Christ, SWV 405
8. O Jesu süss, wer dein gedenkt, SWV 406
9. Lasset uns doch den Herren, unsern Gott, loben, SWV 407
10. Es ging ein Sämann aus zu säen, SWV 408
11. Seid barmherzig, SWV 409
12. Siehe, dieser wird gesetzt zu einem Fall, SWV 410
13. Vater unser, der du bist im Himmel, SWV 411
14. Siehe, wie fein und lieblich ist, SWV 412
15. Hütet euch, dass eure Herzen, SWV 413
16. Meister, wir wissen, dass du wahrhaftig bis, SWV 414
17. Saul, Saul, was verfolgst du mich, SWV 415
18. Herr, wie lang willt du mein so gar vergessen, SWV 416
19. Komm, heiliger Geist, SWV 417
20. Nun danket alle Gott, SWV 418